# Rostelecom Cup 2021
Rostelecom Cup 2021 – szóste, a zarazem ostatnie w kolejności zawody łyżwiarstwa figurowego z cyklu Grand Prix 2021/2022. Zawody odbyły się w dniach 26–28 listopada 2021 roku w Pałacu sportów zimowych Ajsbierg w Soczi.	
W konkurencji solistów zwyciężył reprezentant Gruzji Moris Kwitiełaszwili, zaś w konkurencji solistek Rosjanka Kamiła Walijewa, która pobiła punktowe rekordy świata w obu programach, krótkim i dowolnym oraz nocie łącznej. W obu konkurencjach w parach także triumfowali Rosjanie. W parach sportowych zwyciężyli Anastasija Miszyna i Aleksandr Gallamow, zaś w parach tanecznych Wiktorija Sinicyna i Nikita Kacałapow.	

## Terminarz
| Data         | Godzina                     | Konkurencja   | Segment          |
| ------------ | --------------------------- | ------------- | ---------------- |
| 26 listopada | 13:30 UTC+03:00 / 11:30 CET | Soliści       | Program krótki   |
| 26 listopada | 15:30 UTC+03:00 / 13:30 CET | Pary taneczne | Taniec rytmiczny |
| 26 listopada | 18:00 UTC+03:00 / 16:00 CET | Pary sportowe | Program krótki   |
| 26 listopada | 19:25 UTC+03:00 / 17:25 CET | Solistki      | Program krótki   |
| 27 listopada | 13:30 UTC+03:00 / 11:30 CET | Soliści       | Program dowolny  |
| 27 listopada | 15:40 UTC+03:00 / 13:40 CET | Pary taneczne | Taniec dowolny   |
| 27 listopada | 17:30 UTC+03:00 / 15:30 CET | Pary sportowe | Program dowolny  |
| 27 listopada | 19:10 UTC+03:00 / 17:10 CET | Solistki      | Program dowolny  |

## Rekordy świata
| Rekordy świata (GOE±5) na moment rozpoczęcia zawodów (stan na 26 listopada 2021): | Rekordy świata (GOE±5) na moment rozpoczęcia zawodów (stan na 26 listopada 2021): | Rekordy świata (GOE±5) na moment rozpoczęcia zawodów (stan na 26 listopada 2021): | Rekordy świata (GOE±5) na moment rozpoczęcia zawodów (stan na 26 listopada 2021): | Rekordy świata (GOE±5) na moment rozpoczęcia zawodów (stan na 26 listopada 2021): | Rekordy świata (GOE±5) na moment rozpoczęcia zawodów (stan na 26 listopada 2021): |
| Konkurencja                                                                       | Segment                                                                           | Zawodnicy                                                                         | Punkty                                                                            | Zawody                                                                            | Data                                                                              |
| --------------------------------------------------------------------------------- | --------------------------------------------------------------------------------- | --------------------------------------------------------------------------------- | --------------------------------------------------------------------------------- | --------------------------------------------------------------------------------- | --------------------------------------------------------------------------------- |
| Soliści                                                                           | Nota łączna                                                                       | Nathan Chen                                                                       | 335,30                                                                            | Finał Grand Prix 2019                                                             | 7 grudnia 2019                                                                    |
| Soliści                                                                           | Program dowolny                                                                   | Nathan Chen                                                                       | 224,92                                                                            | Finał Grand Prix 2019                                                             | 7 grudnia 2019                                                                    |
| Soliści                                                                           | Program krótki                                                                    | Yuzuru Hanyū                                                                      | 111,82                                                                            | Mistrzostwa czterech kontynentów 2020                                             | 7 lutego 2020                                                                     |
| Solistki                                                                          | Nota łączna                                                                       | Kamiła Walijewa                                                                   | 265,08                                                                            | Skate Canada International 2021                                                   | 30 października 2021                                                              |
| Solistki                                                                          | Program dowolny                                                                   | Kamiła Walijewa                                                                   | 180,89                                                                            | Skate Canada International 2021                                                   | 30 października 2021                                                              |
| Solistki                                                                          | Program krótki                                                                    | Alona Kostornoj                                                                   | 85,45                                                                             | Finał Grand Prix 2019                                                             | 6 grudnia 2019                                                                    |
| Pary sportowe                                                                     | Nota łączna                                                                       | Sui Wenjing / Han Cong                                                            | 234,84                                                                            | Mistrzostwa świata 2019                                                           | 21 marca 2019                                                                     |
| Pary sportowe                                                                     | Program dowolny                                                                   | Sui Wenjing / Han Cong                                                            | 155,60                                                                            | Mistrzostwa świata 2019                                                           | 21 marca 2019                                                                     |
| Pary sportowe                                                                     | Program krótki                                                                    | Aleksandra Bojkowa / Dmitrij Kozłowskij                                           | 82,34                                                                             | Mistrzostwa Europy 2020                                                           | 22 stycznia 2020                                                                  |
| Pary taneczne                                                                     | Nota łączna                                                                       | Gabriella Papadakis / Guillaume Cizeron                                           | 226,61                                                                            | NHK Trophy 2019                                                                   | 23 listopada 2019                                                                 |
| Pary taneczne                                                                     | Taniec dowolny                                                                    | Gabriella Papadakis / Guillaume Cizeron                                           | 136,58                                                                            | NHK Trophy 2019                                                                   | 23 listopada 2019                                                                 |
| Pary taneczne                                                                     | Taniec rytmiczny                                                                  | Gabriella Papadakis / Guillaume Cizeron                                           | 90,03                                                                             | NHK Trophy 2019                                                                   | 22 listopada 2019                                                                 |

W trakcie zawodów ustanowiono następujące rekordy świata (GOE±5):	
| Konkurencja | Segment         | Zawodnicy       | Rekord [pkt] | Zmiana o [pkt] | Data              |
| ----------- | --------------- | --------------- | ------------ | -------------- | ----------------- |
| Solistki    | Nota łączna     | Kamiła Walijewa | 272,71       | (+7,63)        | 27 listopada 2021 |
| Solistki    | Program dowolny | Kamiła Walijewa | 185,29       | (+4,40)        | 27 listopada 2021 |
| Solistki    | Program krótki  | Kamiła Walijewa | 87,42        | (+1,97)        | 26 listopada 2021 |

## Wyniki

### Soliści
| Poz. | Zawodnik               | Nota łączna | SP | SP    | FS | FS     |
| ---- | ---------------------- | ----------- | -- | ----- | -- | ------ |
| 1    | Moris Kwitiełaszwili   | 266,33      | 2  | 95,37 | 3  | 170,96 |
| 2    | Michaił Kolada         | 264,64      | 4  | 84,48 | 1  | 180,16 |
| 3    | Kazuki Tomono          | 264,19      | 1  | 95,81 | 5  | 168,38 |
| 4    | Roman Sadovsky         | 253,80      | 3  | 84,59 | 4  | 169,21 |
| 5    | Matteo Rizzo           | 250,47      | 9  | 77,45 | 2  | 173,02 |
| 6    | Jewgienij Siemienienko | 246,66      | 7  | 81,00 | 6  | 165,66 |
| 7    | Camden Pulkinen        | 237,97      | 5  | 83,47 | 9  | 154,50 |
| 8    | Mark Kondratiuk        | 231,88      | 11 | 74,16 | 8  | 157,72 |
| 9    | Keiji Tanaka           | 229,75      | 10 | 76,69 | 10 | 153,06 |
| 10   | Michal Březina         | 219,59      | 6  | 82,31 | 11 | 137,28 |
| 11   | Nika Egadze            | 210,17      | 12 | 50,35 | 7  | 159,82 |
| 12   | Brendan Kerry          | 204,19      | 8  | 80,48 | 12 | 123,71 |

### Solistki
| Poz. | Zawodniczka              | Nota łączna | SP | SP       | FS | FS        |
| ---- | ------------------------ | ----------- | -- | -------- | -- | --------- |
| 1    | Kamiła Walijewa          | 272,71 WR   | 1  | 87,42 WR | 1  | 185,29 WR |
| 2    | Jelizawieta Tuktamyszewa | 229,23      | 2  | 80,10    | 3  | 149,13    |
| 3    | Majia Chromych           | 219,69      | 5  | 64,72    | 2  | 154,97    |
| 4    | Mariah Bell              | 210,35      | 3  | 69,37    | 4  | 140,98    |
| 5    | Loena Hendrickx          | 203,69      | 6  | 64,44    | 5  | 139,25    |
| 6    | Madeline Schizas         | 192,14      | 4  | 67,82    | 7  | 124,32    |
| 7    | Wiktorija Safonowa       | 185,64      | 9  | 58,19    | 6  | 127,45    |
| 8    | Rino Matsuike            | 184,36      | 7  | 62,98    | 8  | 121,38    |
| 9    | Jekatierina Kurakowa     | 175,64      | 11 | 56,43    | 9  | 119,21    |
| 10   | Jekatierina Riabowa      | 175,24      | 8  | 58,87    | 10 | 116,37    |
| 11   | Eva-Lotta Kiibus         | 163,11      | 12 | 49,26    | 11 | 113,85    |
| 12   | Olha Mikutina            | 161,09      | 10 | 57,09    | 12 | 104,00    |

### Pary sportowe
| Poz. | Zawodnicy                               | Nota łączna | SP | SP    | FS | FS     |
| ---- | --------------------------------------- | ----------- | -- | ----- | -- | ------ |
| 1    | Anastasija Miszyna / Aleksandr Gallamow | 226,98      | 2  | 73,64 | 1  | 153,34 |
| 2    | Darja Pawluczenko / Dienis Chodykin     | 212,59      | 1  | 73,91 | 2  | 138,68 |
| 3    | Jasmina Kadyrowa / Iwan Balczenko       | 193,58      | 3  | 69,39 | 3  | 124,19 |
| 4    | Audrey Lu / Misha Mitrofanov            | 186,16      | 4  | 64,97 | 4  | 121,19 |
| 5    | Kirsten Moore-Towers / Michael Marinaro | 177,72      | 7  | 58,95 | 5  | 118,77 |
| 6    | Julija Scsetyinyina / Márk Magyar       | 175,80      | 5  | 63,99 | 7  | 111,81 |
| 7    | Nicole Della Monica / Matteo Guarise    | 172,85      | 6  | 59,92 | 6  | 112,93 |
| 8    | Miriam Ziegler / Severin Kiefer         | 163,80      | 8  | 58,53 | 8  | 105,27 |

### Pary taneczne
| Poz. | Zawodnicy                                    | Nota łączna | RD | RD    | FD | FD     |
| ---- | -------------------------------------------- | ----------- | -- | ----- | -- | ------ |
| 1    | Wiktorija Sinicyna / Nikita Kacałapow        | 211,72      | 1  | 86,81 | 1  | 124,91 |
| 2    | Charlène Guignard / Marco Fabbri             | 203,71      | 2  | 79,56 | 2  | 124,15 |
| 3    | Laurence Fournier Beaudry / Nikolaj Sørensen | 191,40      | 3  | 76,39 | 3  | 115,01 |
| 4    | Sara Hurtado / Kiriłł Chalawin               | 189,94      | 4  | 75,94 | 4  | 114,00 |
| 5    | Kaitlin Hawayek / Jean-Luc Baker             | 187,62      | 5  | 73,72 | 5  | 113,90 |
| 6    | Anastasija Skopcowa / Kiriłł Aloszyn         | 180,93      | 6  | 71,95 | 6  | 108,98 |
| 7    | Allison Reed / Saulius Ambrulevičius         | 177,88      | 7  | 71,43 | 8  | 106,45 |
| 8    | Jelizawieta Chudajbierdijewa / Jegor Bazin   | 177,51      | 8  | 71,05 | 7  | 106,46 |